# Ljutovo
Ljutovo (bulgariska: Лютово) är ett distrikt och en ort i Bulgarien. Den ligger i kommunen Obsjtina Belitsa och regionen Blagoevgrad, i den sydvästra delen av landet, 90 km söder om huvudstaden Sofia. Lyutovo ligger 1 126 meter över havet och antalet invånare är 242.